# 山案座η
山案座η，又名CP-75 290，HD 32440、SAO 256145、HR 1629，是山案座的一颗恒星，视星等为5.47，位于銀經287.12，銀緯-33.55，其B1900.0坐标为赤經4h 58m 3.5s，赤緯-75° -33.55′ 26″。